# Cymbidium sichuanicum
Cymbidium sichuanicum је врста орхидеја из рода Cymbidium и породице Orchidaceae која се налази у Кини покраина Сичуан. Нису наведене подврсте у Catalogue of Life.